# Survivor Series 2007
Survivor Series 2007 è stata la ventunesima edizione dell'omonimo pay-per-view, prodotto dalla World Wrestlng Entertainment.
L'evento si è svolto il 18 novembre 2007 alla American Airlines Arena di Miami. L'evento ha visto coinvolti i wrestler di Raw, SmackDown! e della ECW. Il main event dell'evento fu l'Hell in a Cell match per il World Heavyweight Championship tra il campione Batista e lo sfidante The Undertaker, vinto da Batista. Il match di principale di Raw fu quello per il WWE Championship tra il campione Randy Orton e lo sfidante Shawn Michaels, vinto da Orton, mentre il match principale della ECW fu il triple threat match per l'ECW Championship tra il campione CM Punk e gli sfidanti John Morrison e The Miz, vinto da Punk dopo aver schienato Miz.

## Storyline
Nella puntata di Raw dell'8 ottobre Shawn Michaels fece ritorno dopo cinque mesi e attaccò il WWE Champion Randy Orton, che lo infortunò in precedenza a Judgment Day (kayfabe), colpendolo poi con la Sweet Chin Music. A Cyber Sunday, Michaels fu scelto dal pubblico per affrontare Orton in un match per il suo WWE Championship, ma vinse l'incontro solamente per squalifica (e senza quindi conquistare il titolo come da regolamento) dopo che il campione lo colpì illegalmente con un colpo basso. Nella puntata di Raw del 29 ottobre il General Manager dello show, William Regal, annunciò dunque un rematch tra Orton e Michaels con in palio il WWE Championship per Survivor Series. La settimana successiva, Regal decise che Michaels non avrebbe potuto usare la Sweet Chin Music per colpire Orton alle Survivor Series, però, per non avvantaggiare troppo il campione, annunciò che se lo stesso Orton avesse perso per count-out o per squalifica, avrebbe perso anche il titolo.
Nella puntata di SmackDown del 19 ottobre The Undertaker venne nominato primo sfidante al World Heavyweight Championship di Batista poiché, mesi prima, entrambi i loro incontri per il titolo terminarono in pareggio. A Cyber Sunday, poi, Batista difese con successo la cintura contro Undertaker. Nella puntata di SmackDown del 2 novembre il General Manager dello show, Theodore Long, annunciò un Hell in a Cell match tra i due con in palio il World Heavyweight Championship per Survivor Series.
Nella puntata di ECW del 9 ottobre il rientrante John Morrison sconfisse l'ECW Champion CM Punk in un match non titolato, però, a Cyber Sunday, il pubblico scelse The Miz (a discapito dello stesso Morrison) come sfidante all'ECW Championship di Punk, il quale mantenne tuttavia il titolo. Nella puntata di ECW del 13 novembre fu poi sancito che Punk avrebbe difeso la cintura in un Triple Threat match contro Morrison e Miz alle Survivor Series.
Nella puntata di Raw dell'8 ottobre Triple H affrontò Umaga e Randy Orton in un 2-on-1 Handicap match con in palio il WWE Championship di quest'ultimo, però vinse solamente per squalifica (e senza quindi riconquistare il titolo) dopo che fu brutalmente attaccato con una sedia dallo stesso Umaga. A Cyber Sunday, poi, Triple H sconfisse Umaga in un brutale Street Fight, scelto dal pubblico come stipulazione speciale. Il 7 novembre, tramite il sito WWE.com, fu annunciato un 5-on-5 Traditional Survivor Series Elimination match tra il team capitanato da Triple H (che comprendeva anche Rey Mysterio, Kane, Matt Hardy e l'Intercontinental Champion Jeff Hardy) e il team capitanato da Umaga (che includeva anche Finlay, lo United States Champion Montel Vontavious Porter, Big Daddy V e Mr. Kennedy). Poco prima dell'evento, Matt Hardy fu tuttavia rimosso dall'incontro dopo che subì un legittimo infortunio alla testa e non venne sostituito.
Nella puntata di Raw del 12 novembre Cody Rhodes e Hardcore Holly vinsero un Triple Threat Tag Team match che comprendeva anche gli Highlanders (Robbie McAllister e Rory McAllister) e Paul London e Brian Kendrick, diventando così i primi sfidanti al World Tag Team Championship di Lance Cade e Trevor Murdoch per Survivor Series.
Dopo che Hornswoggle fu dichiarato come suo figlio illegittimo (kayfabe) durante la puntata di Raw del 10 settembre, Vince McMahon, disgustato da ciò, iniziò ad umiliarlo mettendolo di fronte a degli atleti più grandi e più grossi di lui. Nella puntata di Raw del 12 novembre McMahon annunciò poi un match tra Hornswoggle e The Great Khali per Survivor Series.
Per Survivor Series fu inoltre sancito che la Women's Champion Beth Phoenix, Jillian Hall, Layla, Melina e Victoria avrebbero affrontato Kelly Kelly, Maria, Michelle McCool, Mickie James e Torrie Wilson.

## Evento

### Match preliminari
L'opener dell'evento fu il Triple Threat match per l'ECW Championship tra il campione CM Punk, John Morrison e The Miz. Durante le fasi iniziali, Miz e Morrison si allearono per contrastare Punk, colpendolo con varie manovre combinate, finché Miz non gettò Morrison fuori dal ring. Dopo un batti e ribatti tra i tre, Morrison eseguì uno split-legged moonsault su Miz ma questi si liberò dallo schienamento al conto di due. Dopo che lanciò Morrison all'esterno del quadrato, Punk colpì Miz con la GTS e lo schienò per mantenere il titolo.
Nel match seguente Kelly Kelly, Maria, Michelle McCool, Mickie James e Torrie Wilson furono contrapposte alla Women's Champion Beth Phoenix, Jillian Hall, Layla, Melina e Victoria. Dopo un batti e ribatti tra le dieci lottatrici, James eseguì il Mick Kick su Melina e la schienò per vincere l'incontro per il proprio team.
Il terzo match fu valevole per il World Tag Team Championship tra i campioni Lance Cade e Trevor Murdoch e gli sfidanti Cody Rhodes e Hardcore Holly. Dopo un batti e ribatti tra le due squadre, Holly e Cade caddero all'esterno del ring dopo che il primo colpì il secondo con una clothesline, mentre, allo stesso tempo, Murdoch eseguì l'Ace of Spades su Rhodes per mantenere il titoli di coppia.
L'incontro successivo fu il 4-on-5 Traditional Survivor Series Elimination match tra il team di Triple H (che comprendeva anche Rey Mysterio, Kane e l'Intercontinental Champion Jeff Hardy) e il team di Umaga (che includeva anche Big Daddy V, Finlay, lo United States Champion Montel Vontavious Porter e Mr. Kennedy). Dopo un batti e ribatti, Big Daddy V eliminò Kane dopo averlo colpito con un running elbow drop. Poco tempo dopo, Mysterio eseguì la 619 su Umaga ma questi si liberò dallo schienamento al conteggio di due. Mysterio tentò uno springboard crossbody dalle corde, però Umaga lo intercettò in mezz'aria e lo schiantò prima al tappeto con un violento uranage per poi colpirlo con il Samoan Spike, schienandolo per eliminarlo dall'incontro. Dopo un batti e ribatti tra Kennedy e Hardy, MVP diventò l'uomo legale e tentò l'esecuzione di un running big boot all'angolo, ma lo stesso Hardy schivò l'attacco e lo colpì con la Twist of Fate per eliminarlo dal match. Dopo che prese il cambio, Triple H eseguì uno spinebuster su Kennedy e lo eliminò dopo che quest'ultimo venne accidentalmente colpito dal running elbow drop di Big Daddy V. Dopo che evitarono un running splash, Hardy e Triple H eliminarono anche Big Daddy V grazie all'esecuzione di una double ddt. Ristabilita la parità numerica, Finlay e Umaga tentarono di isolare Hardy, finché questi non eseguì il Whisper in the Wind sul primo. Dopo aver ricevuto il cambio, Triple H colpì Finlay prima con uno spinebuster e poi col Pedigree, eliminandolo tramite schienamento. Rimasto solo, Umaga provò ad eseguire un running hip attack all'angolo su Triple H, però quest'ultimo si spostò e lo colpì con il Pedigree. Subito dopo, Umaga fu colpito anche dalla Swanton Bomb di Hardy, il quale lo schienò per vincere il match insieme a Triple H.
Il quinto match fu tra Hornswoggle e The Great Khali. Dopo che si rifugiò sotto il ring, Hornswoggle tentò di colpire Khali con lo shillelagh, ma quest'ultimo lo gettò prepotentemente al tappeto. Khali tentò di applicare la Vise Grip su Hornswoggle, però questi venne salvato da Finlay, il quale colpì lo stesso Khali con lo shillelagh facendogli vincere l'incontro per squalifica.

### Match principali
Il sesto incontro fu quello valevole per il WWE Championship tra il campione Randy Orton e lo sfidante Shawn Michaels. Durante le fasi iniziali entrambi si portarono in vantaggio l'un l'altro, con Michaels che tentò più volte invano di eseguire la Sweet Chin Music, la quale fu tuttavia bandita dall'incontro come da stipulazione imposta, pena la perdita del match. Non avendo la possibilità di utilizzare la sua manovra finale, Michaels applicò una Sharpshooter su Orton, però questi evase dalla presa dopo aver toccato le corde del ring. Orton colpì poi Michaels con un hangman ddt sull'apron ring, ma quest'ultimo si liberò dallo schienamento al conto di due. Dopo un batti e ribatti, Michaels eseguì prima un diving elbow drop dalla terza corda e poi intrappolò Orton in una crossface, dalla quale il campione uscì dopo aver raggiunto le corde del quadrato. Dopo aver eseguito un inverted backbreaker, Orton tentò il Punt Kick su Michaels ma questi lo anticipò rinchiudendolo in una ankle lock, da cui lo stesso Orton riuscì poi a liberarsi. Michaels provò per l'ennesima volta la Sweet Chin Music proibita, ma nel momento in cui si fermò per non utilizzare la mossa, fu sorpreso dalla RKO di Orton, che poi lo schienò per mantenere il titolo.
Il main event fu l'Hell in a Cell match per il World Heavyweight Championship tra il campione Batista e lo sfidante The Undertaker. Durante le prime fasi entrambi si portarono in vantaggio l'un l'altro, con Undertaker che eseguì un big boot su Batista, mentre quest'ultimo lo colpì poi con una spear per evitare un colpo di sedia. Undertaker lanciò poi ripetutamente Batista contro la gabbia, aprendogli una vistosa ferita alla fronte. Dopo che lo colpì svariate volte con la sedia, Undertaker tentò la Old School dalle corde ma Batista lo intercettò in mezz'aria e lo schiantò al tappeto con uno spinebuster. Batista eseguì una running powerslam su Undertaker e lo gettò più volte sia contro la gabbia che contro dei gradoni d'acciaio. Batista schivò nuovamente la Old School di Undertaker e lo colpì con un superplex dalla terza corda per poi schienarlo, però lo stesso Undertaker lo intrappolò a sorpresa in una triangle choke, dalla quale il campione evase dopo aver toccato le corde del ring. Batista colpì ripetutamente Undertaker al volto con dei gradoni, ferendolo alla fronte, e provò un attacco all'angolo, che fu tuttavia rovesciato in una Last Ride, la quale valse solamente un conteggio di due. Subito dopo, Undertaker eseguì anche la Chokeslam su Batista, ma quest'ultimo si liberò nuovamente al conto di due. Undertaker tentò quindi il Tombstone Piledriver, però Batista evitò la manovra e lo atterrò con uno spinebuster. Batista schiantò poi Undertaker attraverso un tavolo con l'esecuzione della Batista Bomb, che non fu tuttavia abbastanza per ottenere la vittoria. Batista cercò dunque di eseguire una Batista Bomb sui gradoni, ma Undertaker contrattaccò la mossa con un back body drop, gettando il campione stesso sopra le scalette. Undertaker colpì poi Batista col Tombstone Piledriver, però questi uscì incredibilmente dallo schienamento al conteggio di due. Undertaker eseguì poi un secondo Tombstone Piledriver ai danni di Batista, questa volta direttamente sui gradoni, ma il rientrante Edge, travestito a sorpresa da cameraman dentro la gabbia, interruppe lo schienamento e colpì brutalmente Undertaker prima con una telecamera e poi con una sedia. Edge trascinò poi Batista sopra un esanime Undertaker, consentendogli di vincere il match per mantenere il titolo dei pesi massimi.

## Risultati
| # | Match | Stipulazioni                                               | Durata |
| - | --- | ---------------------------------------------------------- | ------ |
| 1 | CM Punk (c) ha sconfitto John Morrison e The Miz                                                                                       | Triple threat match per l'ECW Championship                 | 07:56  |
| 2 | Kelly Kelly, Maria, Michelle McCool, Mickie James e Torrie Wilson hanno sconfitto Beth Phoenix, Jillian Hall, Layla, Melina e Victoria | 10 diva tag team match                                     | 04:42  |
| 3 | Lance Cade e Trevor Murdoch (c) hanno sconfitto Cody Rhodes e Hardcore Holly                                                           | Tag team match per il World Tag Team Championship          | 07:18  |
| 4 | Jeff Hardy, Kane, Rey Mysterio e Triple H hanno sconfitto Big Daddy V, Finlay, MVP, Mr. Kennedy e Umaga                                | Four-on-five traditional survivor series elimination match | 22:08  |
| 5 | The Great Khali (con Ranjin Singh) ha sconfitto Hornswoggle (con Vince McMahon) per squalifica                                         | Single match                                               | 03:16  |
| 6 | Randy Orton (c) ha sconfitto Shawn Michaels                                                                                            | Single match per il WWE Championship                       | 17:48  |
| 7 | Batista (c) ha sconfitto The Undertaker                                                                                                | Hell in a cell match per il World Heavyweight Championship | 21:25  |

### Survivor series elimination match

#### Team Triple H vs. Team Umaga
| N° eliminazione | Wrestler                              | Team                                  | Eliminato da                          | Tempo                                 |
| --------------- | ------------------------------------- | ------------------------------------- | ------------------------------------- | ------------------------------------- |
| 1°              | Kane                                  | Team Triple H                         | Big Daddy V                           | 05:25                                 |
| 2°              | Rey Mysterio                          | Team Triple H                         | Umaga                                 | 09:14                                 |
| 3°              | Montel Vontavious Porter              | Team Umaga                            | Jeff Hardy                            | 12:49                                 |
| 4°              | Mr. Kennedy                           | Team Umaga                            | Triple H                              | 14:20                                 |
| 5°              | Big Daddy V                           | Team Umaga                            | Triple H                              | 15:24                                 |
| 6°              | Finlay                                | Team Umaga                            | Triple H                              | 21:14                                 |
| 7°              | Umaga                                 | Team Umaga                            | Jeff Hardy                            | 22:08                                 |
| Sopravvissuti:  | Jeff Hardy e Triple H (Team Triple H) | Jeff Hardy e Triple H (Team Triple H) | Jeff Hardy e Triple H (Team Triple H) | Jeff Hardy e Triple H (Team Triple H) |

Maggior numero di eliminazioni: Triple H (3)